# Maurice Jones-Drew
Maurice Christopher Jones-Drew, född 23 mars 1985, är en amerikansk tidigare fotbollsspelare (runningback) för Jacksonville Jaguars i NFL. Han röstades fram till tre Pro Bowls och sprang för flest yards av alla runningbackar 2011.
Jones-Drew gick på De La Salle High School i Concord i Kalifornien och han har den längsta segersviten i High School-fotbollens historia. Han vann 151 matcher i rad, och förlorade aldrig med High School-laget. Han spelade även linebacker.
Jones-Drew fortsatte studierna och fotbollskarriären på UCLA University (University of California, Los Angeles) här han kom att leda collegelagets rushing yards samtliga tre år han var där. Som Punt Returner slog han nytt NCAA-rekord med flest return yards per punt i genomsnitt per säsong (28.5 år 2005).
Maurice Jones-Drew draftades som 60:e man totalt i NFL Draften 2006 av Jacksonville Jaguars. Han har spelat tre Pro Bowls, har två gånger blivit utsedd till årets runningback, sprang flest yards av alla runningbacks 2011 och har gjort flest rushing touchdowns i Jaguars historia (63 stycken).
Efter en dålig säsong med Oakland Raiders 2014 meddelade Jones-Drew i mars 2015 att han slutade med fotbollen under 2015. Bara Fred Taylor sprang för fler yards för Jaguars än Jones-Drew.